# Nashua, Acton and Boston Railroad
Die Nashua, Acton and Boston Railroad (NAB) ist eine ehemalige Eisenbahngesellschaft in New Hampshire und Massachusetts (Vereinigte Staaten). 
Die Gesellschaft wurde am 10. April 1871 gegründet und baute eine etwa 32,2 Kilometer lange Verbindungsbahn zwischen Nashua und North Acton. Die normalspurige Strecke ging am 1. Juli 1873 in Betrieb. Gleichzeitig vereinbarte man für den Abschnitt North Acton–Concord Junction der NYNH, der die südliche Fortsetzung dieser Strecke darstellte und sie mit der Fitchburg Railroad verband, ein Mitbenutzungsrecht. Die Bahnstrecke Nashua–North Acton hatte eine Gesamtlänge von 32 Kilometern.
Nachdem die Einkünfte nicht den Erwartungen entsprachen, pachtete die Concord Railroad (CR) am 1. Januar 1876 die Bahn für zunächst zehn Jahre. Am 1. Januar 1884 ging dieser Vertrag auf die Boston and Lowell Railroad über, die Bahn blieb jedoch faktisch in Besitz der CR, bzw. ab 1889 der Concord and Montreal Railroad. Ab 1895 stand die Gesellschaft unter der Kontrolle der Boston and Maine Railroad. 1906 erklärte die NAB den Konkurs, woraufhin am 6. März 1907 die Nashua and Acton Railroad gegründet wurde, die im gleichen Jahr die Bahn übernahm. Die Betriebsführung blieb bei der Boston&Maine. Die Strecke blieb jedoch weiterhin defizitär und wurde schließlich 1925 stillgelegt.